# Saint George tue le dragon
 (juillet 2022).
Si vous disposez d'ouvrages ou d'articles de référence ou si vous connaissez des sites web de qualité traitant du thème abordé ici, merci de compléter l'article en donnant les références utiles à sa vérifiabilité et en les liant à la section « Notes et références ».
Pour plus de détails, voir Fiche technique et Distribution.
Saint George tue le dragon (en serbe : Свети Георгије убива аждаху, Sveti Georgije oubiva ajdahou) est un film bulgaro-bosno-serbe sur la Première Guerre mondiale réalisé par Srđan Dragojević et sorti en septembre 2008.
D'un budget de 5 millions d'euros, il est le film le plus cher de l'histoire du cinéma serbe. Le film étant considéré comme d'importance nationale par le gouvernement serbe et la république serbe de Bosnie, ces derniers ont assuré la majorité du financement.

## Synopsis
Le film débute par une bataille de la Première Guerre balkanique contre l'Empire ottoman en 1912 et se termine par la bataille de Cer en 1914, peu après le déclenchement de la Première Guerre mondiale, qui fut la première victoire alliée du conflit. L'histoire se déroule principalement dans un petit village situé sur la Save à la frontière entre la Serbie et l'Autriche-Hongrie.
Le village se divise entre les hommes aptes au service qui sont de potentielles recrues pour l'armée et les nombreux invalides et vétérans des deux précédentes guerres balkaniques. Bien que tous résident dans le même village, une certaine animosité perdure entre les deux groupes qui ne se mélangent que très peu.
Le thème central du film est un triangle amoureux entre le gendarme du village Đorđe, sa femme Katarina et le jeune mutilé de guerre Gavrilo qui eut une liaison avec Katarina avant qu'il ne parte à la guerre et perde son bras. Bien que Katarina se soit entre-temps mariée à Đorđe, elle éprouve toujours des sentiments pour Gavrilo.
Après le déclenchement de la Première Guerre mondiale, tous les hommes aptes au combat du village sont mobilisés. Seuls restent les femmes, les enfants, les invalides et les vieillards. Très vite des rumeurs circulent sur les intentions des invalides qui chercheraient à profiter de la situation et se rapprocher des femmes et des sœurs des hommes mobilisés. Les rumeurs se propagent jusqu'au front où les maris et frères bouillonnent de colère. Afin d'éviter une mutinerie, les officiers décident de recruter les invalides et de les envoyer au front.

## Fiche technique
- Musique : Aleksandar Saša Habić (en)
- Budget : 5 millions d'euros
- Langue : serbe

## Autour du film
Le film se fonde sur la pièce de théâtre éponyme très populaire écrite en 1986 par Dušan Kovačević, qui est également le scénariste du film. L'histoire, authentique, a été contée à Dušan Kovačević par son grand-père Cvetko Kovačević.
Le réalisateur Srđan Dragojević avait prévu de tourner le film en 1998 puis en 2001 mais avait dû renoncer faute de fonds suffisants.
La Radio Télévision de Serbie a diffusé une télésuite de 6 épisodes s'inspirant du film fin 2008 s'inscrivant dans les festivités du quatre-vingt-dixième anniversaire de la fin de la Première Guerre mondiale.